# Блантер Ярослав Михайлович
Ярослав Михайлович Блантер (рос. Ярослáв Михáйлович Блáнтер, англ. Yaroslav Blanter; нар. 19 листопада 1967, Москва, СРСР) — російський фізик, експерт у галузі металознавства та фізики конденсованих середовищ. З 2012 року — професор Делфтського технічного університету у Нідерландах.

## Біографія
Народився 19 листопада 1967 року у Москві, СРСР. 1984 року закінчив фізико-математичну школу № 2 (із 2002 року — ліцей «Друга школа»).
У 1990 році закінчив фізико-хімічний факультет Московського інституту сталі та сплавів за спеціальністю «металознавство». Після завершення навчання там же вступив до аспірантури. 1992 року захистився і став кандидатом фізико-математичних наук.
З 1990 по 1994 роки викладав статистичну фізику, теорію нормальних та суперпровідних металів, класичну та квантову механіки. З 1989 по 1993 роки також викладав математику у школі № 43.
В 1995 році, за підтримки Фонду Александера фон Гумбольдта, отримав посаду в Інституті теорії конденсованих середовищ у Карлсруе (Німеччина). З 1996 по 2000 роки також працював у Женевському університеті. З 2000 по 2007 роки був доцентом Делфтського технічного університету, а з 2007 року став там старшим доцентом. У 2012 році став професором.
З 2007 по 2011 роки був активним редактором розділу Вікіпедії російською мовою, де вніс правки до понад 10 тисяч статей (переважно такі, які не пов'язані з його професійною діяльністю), був адміністратором та членом Арбітражного комітету, здійснив понад тисячу блокувань і вилучив тисячі сторінок. Видання The Daily Dot відзначило роль Блантера у вилученні вікіпедійної містифікації, яка проіснувала майже 4 роки.

## Наукові праці
Ярослав Блантер опублікував понад 100 праць у багатьох наукових журналах. Його індекс Гірша становить 29. Зокрема:
- Blanter Y. M., Buttiker M. (2000). Shot noise in mesoscopic conductors (PDF). 336. Physics Reports: 1—166. doi:10.1016/S0370-1573(99)00123-4. Архів оригіналу (PDF) за 4 березня 2016. Процитовано 25 лютого 2016.
- Blanter Y. M., Mirlin A. D., Muzykantskii B. A. (1997). Fluctuations of conductance peak spacings in the Coulomb blockade regime: Role of electron-electron interaction. 78. Phys. Rev. Lett.: 2449. doi:10.1103/PhysRevLett.78.2449.
- Blanter Y. M. (1996). Electron-electron scattering rate in disordered mesoscopic systems. 54. Phys. Rev. B: 12807. doi:10.1103/PhysRevB.54.12807.
- Sapmaz S., Blanter Y. M., Gurevich L., van der Zant H. S. J. (2003). Carbon nanotubes as nanoelectromechanical systems. 67. Phys. Rev. B: 235414. doi:10.1103/PhysRevB.67.235414.

- Sapmaz S., Jarillo-Herrero P., Blanter Y. M., Dekker C., van der Zant H. S. J. (2006). Tunneling in suspended carbon nanotubes assisted by longitudinal phonons. 96. Phys. Rev. Lett.: 026801. doi:10.1103/PhysRevLett.96.026801.

## Книги
- Nazarov Yuli V., Blanter Yaroslav M., Quantum Transport: Introduction to Nanoscience, Cambridge University Press 2009. ISBN 978-0-521-83246-5.